# Nery Castillo
Nery Alberto Castillo Confalonieri Jr. (San Luis Potosí, 13 de junho de 1984) é um ex-futebolista mexicano que atuava como atacante.

## Carreira
Ele começou sua carreira no clube uruguaio Danubio, indo para a Grécia com 16 anos de idade para jogar no Olympiacos.
Castillo passou sete anos no Olympiacos. Uma vez estabelecido na equipe grega, Castillo ajudou a equipe a ganhar três títulos consecutivos da Liga. Para sua transferência para o clube ucraniano Shakhtar Donetsk foram gastos € 20 milhões. Em dezembro de 2007 ele foi emprestado por um ano para o Manchester City da Inglaterra, pagando uma quantidade significativa da taxa do empréstimo próprio. 
Em 2009, foi mais uma vez emprestado, dessa vez ao Dnipro Dnipropetrovsk.
Em 2010, foi emprestado ao Chicago Fire, até o fim a temporada na MLS
No início de 2011 negociou novamente um empréstimo, dessa vez com o Aris até o fim da temporada em junho.
Rodou então pelo Pachuca e pelo León, em seu país natal, e pelo Rayo Vallecano, antes de ser dispensado.

## Seleção
Ele fez sua estréia internacional com o México em junho de 2007, e representou o seu país na Copa América do mesmo ano. integrou a Seleção Mexicana de Futebol na Copa América de 2007.

## Títulos
Seleção Mexicana
- Copa América de 2007: 3º Lugar